# Alejandro Martín Cancelos
Alejandro Martín Cancelos (Buenos Aires, 1976) Ele é um talentoso e renomado clarinetista argentino. É uma figura da área da Música de Câmara, cuja presença se faz sentir fortemente nos mais destacados Conjuntos de Música Contemporânea. A sua participação no ciclo de música contemporânea do Teatro San Martín y Colón Contemporáneo é um marco recorrente, onde o seu talento e visão transformam cada apresentação numa experiência única.
Estudou clarinete no Conservatório Provincial Julián Aguirre, onde obteve os títulos de Professor de Clarinete (1995), Professor Superior de Clarinete (1999) e Professor de Violão (1997). Estudou Composição Musical até o terceiro ano, com professores destacados como Luis Arias, Daniel Schachter, Eduardo Wilde e Luis Sardo. Fez cursos de aperfeiçoamento com os professores Luis Rossi, Patricia Kostek e Mariano Frogioni. Em 1994, ministrou aulas “ad honorem” no Conservatório Julián Aguirre e, desde 2004, é professor de clarinete na mesma instituição. Em 1998 venceu o Concurso de Clarinete para ingressar na Banda Sinfônica da Cidade de Buenos Aires e em 2003 recebeu a Bolsa Nacional do Fundo Nacional para as Artes. Em 2004 obteve o cargo de primeiro clarinete do Grupo Sinfônico Morón e em 2012, após concurso, ingressou como segundo clarinete e solista substituto de clarinete flautim na Orquestra Sinfônica Nacional. Ao longo da sua carreira participou em concertos organizados pela CUDA e Grupo 7ma. Pratica, tendo feito parte de importantes grupos de música contemporânea como “Ensamble XXI”, “Ensamble Dedalus”, “Lonba Ensemble” e “Ensamble NOX”. Além disso, integrou diversas orquestras de destaque, como a Orquestra Filarmônica de Buenos Aires, a Orquestra Sinfônica Nacional e a Orquestra do Teatro Argentino de La Plata. Também se destacou na música de câmara e participou de gravações de filmes.